# Sunforest (groupe)
Sunforest est un groupe de folk psychédélique créé en 1969, constitué de la chanteuse, compositrice et pianiste Terry Tucker, de la chanteuse et guitariste Freya Hogue et de la chanteuse Erika Eigen. Le groupe n'a duré que quatre années et n'a enregistré qu'un album studio, Sound of Sunforest, sous le label Decca Records. C'est pour le morceau instrumental Overture to the Sun et la chanson Lighthouse Keeper que le groupe est le plus connu, ces derniers étant inclus dans la bande son du film Orange mécanique.

## Histoire
L'histoire du groupe est assez mystérieuse, et on ne connait que peu de choses sur les trois artistes. Cependant, la pochette de leur album et surtout le site personnel de Terry Tucker fournissent ensemble un peu de précision.
L’histoire de Sunforest commence aux États-Unis, à Washington DC vers la fin des années 60. Terry Tucker et Freya Hogue se fréquentaient déjà : Freya écrivait des poèmes et Terry les mettait en musique. A une fête, elles rencontrent Erika, et ensemble, elles improvisent et écrivent des chansons.
Sur l'initiative de Freya, et estimant avoir assez composé pour se produire sur scène, les trois musiciennes décident de voyager vers l’Europe. En 1969, elles s'installent à Londres, dans le but de faire partie de la scène musicale londonienne. C'est alors qu'elle choisissent le nom de Sunforest. Un soir peu de temps après, elles rencontrent de manière fortuite Vic Coppersmith-Heaven (en) (Vic Smith), un représentant du label Decca Records, qui souhaite entendre leur musique. Le soir même, elles enregistrent une démo, et deux semaines plus tard, Vic smith devient leur manager pour l'enregistrement de ce qui sera leur unique album : Sound of Sunforest,.
Par la suite, Stanley Kubrick, qui voulait inclure deux morceaux du groupe dans la bande son de Orange Mécanique demande que Overture to the sun soit réenregistrée. Terry change l'arrangement, et c'est cette nouvelle version du morceau qui est utilisée, en plus du morceau d'Erika Lighthouse Keeper,.
Ensuite, à partir de 1970, le groupe se produit surtout sur scène, au Marquee Club, au One World Club, dans la crypte de St. Martins-in-the-Field, à la Roundhouse et au Troubadour (en), ainsi qu'en Italie. Cette période dure à peu près trois ans. Puis, après le départ d'Erika, le trio se dissout.

## Membres
Terry Ann Tucker  (chant, piano, harmonium, clavecin, orgue Hammond) a un diplôme de musique de l'université d'arts libéraux West Virginia Wesleyan College (en). C'est là qu'elle y découvre sa passion pour la musique ancienne et la musique de la renaissance. C'est elle qui compose les arrangements des morceaux,.
Freya Lynn Hogue (chant, guitare classique, banjo) a étudié la guitare classique avec Sophocles Papas (en),.
Erika Melita Eigen (chant, percussions) n'a pas de formation musicale particulière. C'est elle qui a illustré la pochette de l'album Sound of Sunforest,.
Les trois membres sont cités pour l'écriture des paroles des morceaux.

## Discographie
- Sound of Sunforest (1969)